# テティシェリ
テティシェリ（Tetisheri）は、エジプト第17王朝後期と第18王朝初期のエジプト王室の女家長。

## 家族
テティシェリはチェンナとネフェルウの娘だった。テティシェリの両親の名前は、TT320で発見されたミイラの包帯によって知られている。テティシェリは王族出身でないにもかかわらず、セナクトエンラーと結婚し、偉大なる王の妻にもなった。